# Mieścisko (Groot-Polen)
Mieścisko is een dorp in het Poolse woiwodschap Groot-Polen, in het district Wągrowiecki. De plaats maakt deel uit van de gemeente Mieścisko en telt 2000 inwoners.

## Verkeer en vervoer
- Station Mieścisko